# Pagenstecherstraße (Osnabrück)
Die Pagenstecherstraße ist eine vierspurige Ausfallstraße in Osnabrück. Sie gehört fast in ihrer Gesamtheit zum Stadtteil Hafen, lediglich das Gebäude mit der Hausnummer 155 wird in der amtlichen Stadtkarte zum Stadtteil Eversburg gezählt.

## Lage und Charakteristik
Der Straßenzug, zu dem die Pagenstecherstraße gehört, führt von der Altstadt bis zur Anschlussstelle Osnabrück-Hafen der Autobahn A 1 und weiter in Richtung Westerkappeln. Als Pagenstecherstraße ist die Straße zwischen den Kreuzungen mit der Wachsbleiche am südöstlichen Ende und der Atterstraße am nordwestlichen Ende benannt.
Die Straße trägt im Osnabrücker Volksmund den Beinamen „Automeile“, da dort mehrere Auto- und Autoteilehändler und Kfz-Werkstätten sowie Waschstraßen und Tankstellen ansässig sind. Außerdem dient sie als Teil eines Gewerbegebiets der Nahversorgung der umliegenden Stadtteile und weist daneben auch einige Fachgeschäfte, Dienstleistungsbetriebe sowie Gaststätten auf, darunter Filialen mehrerer großer Schnellrestaurant-Ketten.

## Besondere Anlieger
An der Pagenstecherstraße befindet sich der Hauptsitz der 2001 durch einen Zusammenschluss der jeweils 1945 gegründeten Firmen Wessels AG und Hans Müller GmbH & Co. KG entstandenen Wessels + Müller AG, mittlerweile WM SE, nach eigenen Angaben einer der größten Fahrzeugteile-Großhändler Europas mit rund 6000 Mitarbeitern an etwa 230 Standorten. Im Juli 2025 erfolgte die Grundsteinlegung für ein zusätzliches Verwaltungsgebäude. Außerdem soll auf der gegenüberliegenden Straßenseite ein Verkaufshaus entstehen.
An der Stelle, an der die Straße An der Bornau in südöstliche Richtung von der Pagenstecherstraße abzweigt, grenzt diese zudem für einige Meter an das Grundstück der Deutschen Bundesstiftung Umwelt.

## Herkunft und Aussprache des Straßennamens
Die Straße wurde nach der traditionsreichen deutschen Familie Pagenstecher benannt.
Der Wortteil „Pagen-“ wird von vielen Nicht-Osnabrückern, aber auch von einigen Einheimischen so ausgesprochen wie der Plural des Wortes „Page“ (Hoteldiener), also mit stimmhaftem postalveolaren Frikativ (wie in „Garage“). Das gilt auch für die weit verbreitete Kurzform des Namens der Straße, die in Osnabrück gerne als „die Page“ bezeichnet wird. Korrekt ist allerdings die Aussprache mit stimmhaftem velaren Plosiv (wie in „Gott“).

## Die Pagenstecherstraße und die Auto-Tuning-Szene
Die Pagenstecherstraße ist überregional als ein wichtiger Treffpunkt der Tuningszene bekannt, teilweise kommt es dort auch zu illegalen Autorennen.
Als eigentliche Showmeile betrachten die Angehörigen der Szene ein rund ein Kilometer langes, kerzengerades Teilstück zwischen der Kreuzung mit der Römereschstraße und der Straße Breite Güntke im Westen und dem Abzweig zur Straße An der Bornau im Osten. Als Treffpunkte dienen die Parkplätze der Autohäuser und Schnellrestaurants.
Nachdem Anfang 2000 die Zahl der sich Treffenden aus der Tuning-Szene auf 400–1000 Zuschauern pro Tag an den Wochenenden geschätzt wurde, sperrte die Polizei am 12. Mai 2000 die Straße zwischen 20 und 6 Uhr komplett, um zu verhindern, dass es zu Straßenrennen kommt. Nach Protesten der Anlieger wegen entgehender Einnahmen von Tankstellen und Restaurants wurde das Abstellen von wassergefüllten Baucontainern zu Schikanenbildung am 13. Mai etabliert.

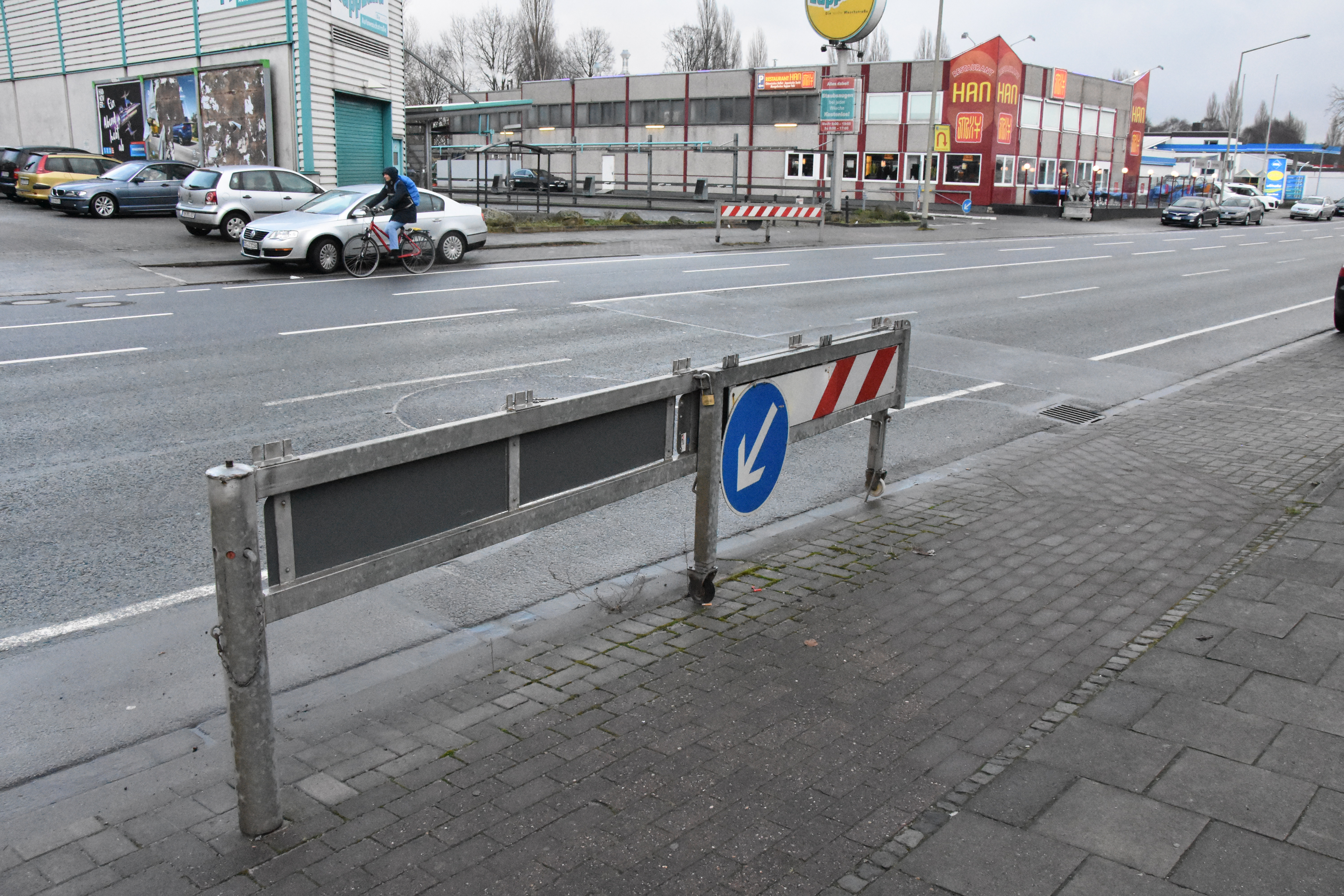
Drehbare Sperren in der Pagenstecherstraße

Wie in der Tuning-Szene üblich, bildet der Feiertag Karfreitag, der zum Carfreitag umgedeutet wird, den Saisonauftakt, zu dem beispielsweise im Jahr 2001 bis zu 4000 Zuschauer nach Osnabrück kamen und den Straßenrand säumten. In den vergangenen Jahren ist die Zuschauerzahl aber durch das Einschreiten der Polizei stark zurückgegangen, so waren es ab 2007 nur noch einige Hundert, die zudem an zahlreichen Polizeisperren kontrolliert wurden.
Um illegale Straßenrennen zu unterbinden, werden seitens der Polizei immer wieder neue Konzepte erprobt. So wurden beispielsweise mehrere Bauschuttcontainer auf der gesamten Länge auf der Fahrbahn verteilt, bevor sie durch fest installierte, ausklappbare Schranken ersetzt wurden. Auch wurden Versuche mit Stahlschwellen unternommen, die jedoch die Straße nicht nur für tiefergelegte Fahrzeuge unpassierbar machen, sondern auch zu Beschädigungen bei unmodifizierten Fahrzeugen führten.
Das aktuelle Konzept der Polizei sieht unter anderem vor, am Carfreitag nur noch eine Fahrspur pro Richtung freizugeben und die Zufahrt zu kontrollieren.

## Umgestaltung zur fahrradfreundlichen Straße
Am 17. Januar 2020 kam es im Verlauf der Pagenstecherstraße zu einem schweren Verkehrsunfall. Eine 18-jährige Fahrradfahrerin erlitt tödliche Verletzungen, als sie, stadteinwärts fahrend, etwa im Bereich des Grundstücks mit der Hausnummer 145 auf dem Hochbordradweg stürzte, auf die Fahrbahn fiel und kurz darauf von einem Lkw überrollt wurde. Die genaue Unfallursache gilt als nicht aufklärbar, ein schuldhaftes Verhalten des Lkw-Fahrers wurde durch die Polizei allerdings ausgeschlossen. Der Unfall führte zu einer kommunalpolitischen Diskussion, an deren Ende eine breite Mehrheit im Rat der Stadt den Beschluss fasste, die Pagenstecherstraße zu einer fahrradfreundlichen Straße umzubauen. Es soll frühstens vom Frühjahr 2021 an ein mindestens zwei Meter breiter, durchgehender Radweg geschaffen werden. Dafür sollen Parkplätze entlang der Straße wegfallen und gegebenenfalls auch Bäume gefällt werden.